# Конкурс (ПТРК)

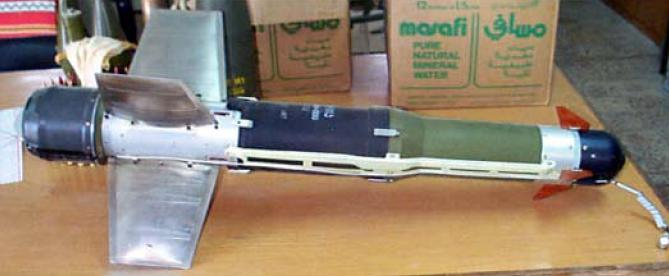
Протитанкова керована ракета комплексу 9M113

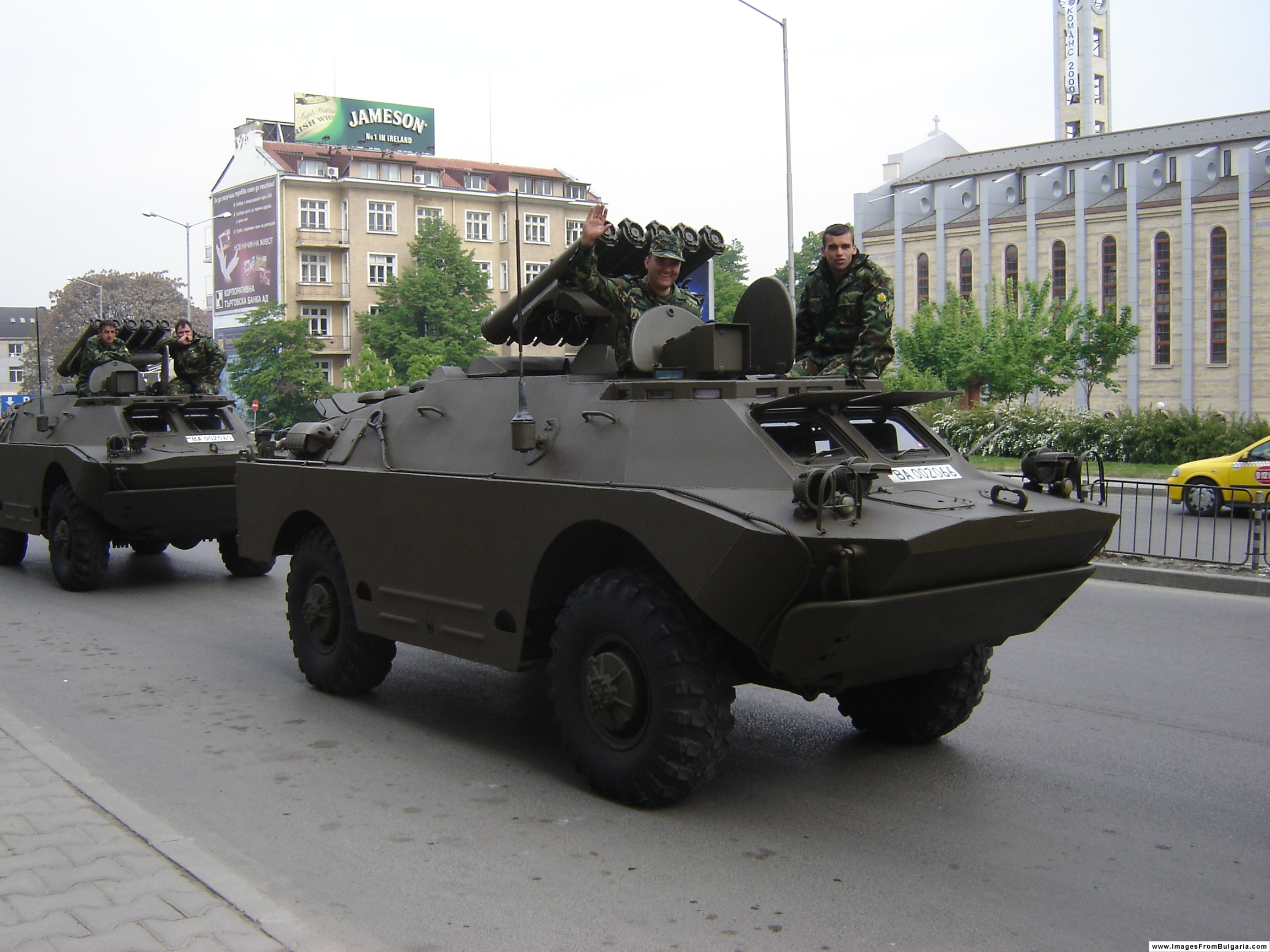
Бойова машина 9П148 комплексу 9К111 на базі броньованої розвідувально-дозорної машини БРДМ-2

«Конкурс» (індекс ГРАУ — 9К111-1, за класифікацією НАТО — AT-5 Spandrel) — радянський протитанковий ракетний комплекс, призначений для боротьби з броньованими цілями, руйнування укриттів і знищення вогневих засобів і точок противника, вертольотів, що низько летять, на відстані до 4 км. Комплекс розроблявся з 1970 року і був прийнятий на озброєння в січні 1974 року. Пускова установка може бути переносною або самохідною, змонтованою на шасі БРДМ-2, також ПТРК «Конкурс» комплектувалися БМП-1П, БМД-1П, БМП-2, БМД-2, БМД-3.

## Склад комплексу
Комплекс 9К111-1 «Конкурс» складається з бойової машини 9П148 (на шасі БРДМ-2) з встановленою на ній пусковою установкою на 5 ракет 9М113 в транспортно-пускових контейнерах. Після пуску контейнер відстрілюється. Маса комплексу з боєкомплектом у 20 ракет і обслугою з двох чоловік становить 7 т. Комплекс переводиться з транспортного положення в бойове за 25 с. Перезарядження проводиться за 1,5 хвилини без виходу розрахунку з бойової машини, скорострільність при застосуванні на максимальну дальність сягає 2-3 постріли на хвилину.
Бойова машина комплектується виносною пусковою установкою типу 9П135, аналогічною прийнятій для комплексу «Фагот». Всі засоби комплексу «Конкурс» забезпечують застосування також ракет 9М111 комплексу «Фагот». Боєкомплект машини 9П148 становить 15 ракет 9М113 «Конкурс», або 10 ракет 9М113 і 10 ракет 9М111. Можливі й інші комбінації укомплектування цими ракетами. Завантаження машини повним боєкомплектом ракет 9М113 триває 15 хвилин.
До складу комплексу 9К111-1 «Конкурс» входять:
- пускова установка 9П135 (9П135М, 9П135М-1) з апаратурою управління 9С451, приладом наведення ракети 9Ш119М1 і механізмом пуску 9П155 на станку 9П56 (9П56М);
- ракети 9М111 (9М111-2) або 9М113 (9М113-2) в транспортно-пускових контейнерах;
- ЗІП
- перевірочна апаратура та інша допоміжна техніка.

## Країни-експлуатанти ПТРК 9К111-1 «Конкурс»
| - Азербайджан - Алжир - Білорусь - Болгарія - Вірменія - Гвінея - Еритрея - Єгипет - Індія - Ірак - Іран - Казахстан - Киргизстан - Північна Корея - Лівія | - Марокко - Молдова - НДР - Польща - Росія - Румунія - Сирія - Словаччина - СРСР - Туркменістан - Україна - Угорщина - Фінляндія - Чехія - Чорногорія |

## Галерея

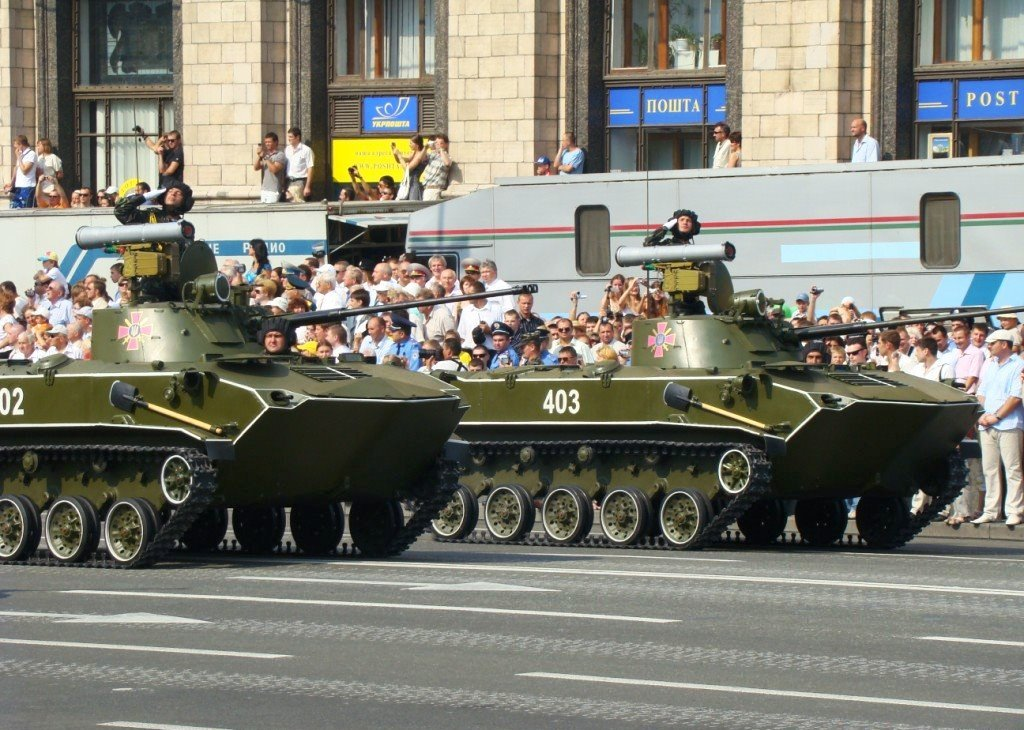
На БМД-2 ЗСУ
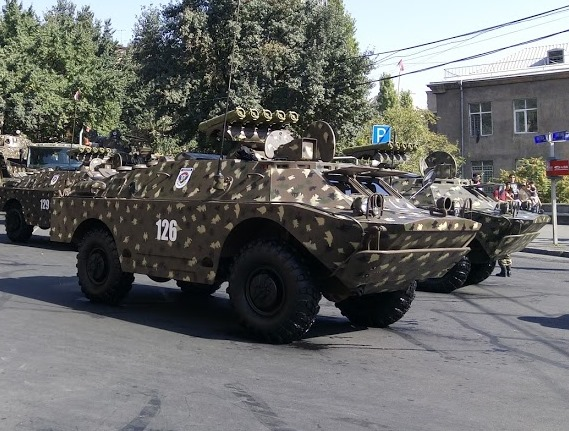
9П148 ЗС Вірменії